# Frida (box set)
A Frida  a svéd Anni-Frid Lyngstad énekesnő gyűjteményes válogatása, mely boxként jelent meg, és 4 CD-t és 1 DVD-t tartalmaz. A boxban a 4 CD-n a Frida ensam, Something's Going On, Shine, és a Djupa andetag című albumok találhatóak, valamint egy DVD, mely egy dokumentumfilm Frida pályafutásáról.

## Története
A kiadvány ötlete Stig Anderson lányától Marie Ledintől származik, aki az Anderson Records kiadónál dolgozott, és úgy gondolta, hogy kellene egy DVD, ahol felvonultatják Frida pályafutásának fontosabb elemeit, ami videókat, dokumentumfilmeket, és az eddig megjelent albumokat tartalmazná. A rajongók biztosan örülnének neki. Ledin beszélt Mårten Aglanderrel az Universal Sweden ügyvezető igazgatójával, és Lyngstadttal a kiadványról, amely a szólólemezeit is tartalmazná. Lyngstad engedélye, és Ledin gondos kutatómunkájának eredményeképpen megszületett a kiadvány, és a dokumentumfilmet tartalmazó Frida – A DVD.

## Tartalom
A DVD televíziós videókat, klipeket tartalmaz, melyeket még az ABBA előtt rögzítettek. A két dokumentumfilmet tartalmazó kiadvány a Djupa andetag és a Something's Going On stúdiófelvételeit is tartalmazza, melyet a svéd televízió  készített. A lemezen hallhatóak többek között interjúk, valamint Frida négy szólóalbuma bónuszokkal is.

## Számlista
| 1. "Fernando" (Stig (Stikkan) Anderson, Benny Andersson, Björn Ulvaeus) - 4:14 2. "Jag är mig själv nu" ("Young Girl") (Jerry Fuller, Marie Bergman) - 3:05 3. "Som en sparv" (Jan Askelind, Barbro Hörberg) - 3:43 4. "Vill du låna en man?" ("The Most Beautiful Girl") (Norris Wilson, Rory Michael Bourke, Billy Sherrill, Anderson) - 2:45 5. "Liv på Mars?" ("Life on Mars?") (David Bowie, Owe Junsjö) - 3:48 6. "Syrtaki" ("Siko Chorepse Syrtaki") (Giorgos Zambetas, Alékosz Szakeláriosz, Sam Lundwall) - 2:58 7. "Aldrig mej" ("Vado Via") (Enrico Riccardi, Luigi Albertelli, Anderson) - 4:06 8. "Guld och gröna ängar" ("The Wall Street Shuffle") (Eric Stewart, Graham Gouldman, Junsjö) - 3:41 9. "Ett liv i solen" ("Anima Mia") (Flavio Paulin, Ivano Michetti, Mats Paulson) - 3:53 10. "Skulle de' va' skönt" ("Wouldn't It Be Nice") (Brian Wilson, Tony Asher, Marie Bergman) - 3:17 11. "Var är min clown?" ("Send in the Clowns") (Stephen Sondheim, Mats Paulson) - 4:22 12. "Man vill ju leva lite dessemellan" ("Chi Salta Il Fosso") (Vittorio Tariciotti, Marcello Marrocchi, Franca Evangelisti, Anderson) - 2:53 13. "Ska man skratta eller gråta?" ("Principessa") (Gianfranco Baldazzi, Sergio Bardotti, Rosalino Cellamare, Anderson) - 3:51 | 1. "Tell Me It’s Over" (Stephen Bishop) – 2:52 2. "I See Red" (Jim Rafferty) – 4:33 3. "I Got Something" (Tomas Ledin) – 4:04 4. "Strangers" (Jayne Bradbury, Dave Morris) – 4:06 5. "To Turn the Stone" (Pete Bellotte, Giorgio Moroder) – 5:26 6. "I Know There’s Something Going On" (Russ Ballard) – 5:29 7. "Threnody" (Per Gessle, Dorothy Parker) – 4:17 8. "Baby Don’t You Cry No More" (Rod Argent) – 3:02 9. "The Way You Do" (Bryan Ferry) – 3:38 10. "You Know What I Mean" (Phil Collins) – 2:37 11. "Here We’ll Stay" (duet with Phil Collins) (Tony Colton, Jean Roussel) – 4:03 12. "I Know There’s Something Going On (Single Edit)" (Ballard) – 4:07 13. "Here We’ll Stay" (Solo Version) (Colton, Roussel) – 4:11 |

| 1. "Shine" (Kevin Jarvis, Guy Fletcher, Jeremy Bird) – 4:39 2. "One Little Lie" (Simon Climie, Kirsty MacColl) – 3:44 3. "The Face" (Daniel Balavoine, Kirsty MacColl) – 3:40 4. "Twist In The Dark" (Andee Leek) – 3:43 5. "Slowly" (Björn Ulvaeus, Benny Andersson) – 4:34 6. "Heart Of The Country" (Stuart Adamson)– 4:38 7. "Come To Me (I Am Woman)" (Eddie Howell, David Dundas) – 5:04 8. "Chemistry Tonight" (Pete Glenister, Simon Climie, Kirsty MacColl) – 4:56 9. "Don't Do It" (Anni-Frid Lyngstad) – 4:37 10. "Comfort Me" (Pete Glenister) – 4:28 11. "That's Tough" (Anni-Frid Lyngstad, Hans Fredriksson, Kirsty MacColl) - 5:03 12. "Shine" (Extended Mix) (Kevin Jarvis, Guy Fletcher, Jeremy Bird) - 6:31 | \| \| Cím \| Szerző(k) \| Hossz \| \| --- \| --------------------------------------------------- \| ------------------------------- \| ----- \| \| 1. \| "Älska mig alltid" \| Anders Glenmark, Ture Rangström \| 4:33 \| \| 2. \| "Ögonen" \| Glenmark \| 4:18 \| \| 3. \| "Även en blomma" \| Glenmark \| 4:36 \| \| 4. \| "Sovrum" \| Glenmark \| 3:47 \| \| 5. \| "Hon fick som hon ville" \| Glenmark \| 4:36 \| \| 6. \| "Alla mina bästa år" (duet Marie Fredrikssonnal.) \| Glenmark \| 4:41 \| \| 7. \| "Lugna vatten" \| Glenmark, Leif Larson \| 3:27 \| \| 8. \| "Vem kommer såra vem ikväll" \| Glenmark, Fred Johansson \| 4:32 \| \| 9. \| "Sista valsen med dig" \| Glenmark \| 5:29 \| \| 10. \| "Kvinnor som springer" \| Anni-Frid Lyngstad \| 4:46 \| \| 11. \| "Alla mina bästa år" (Hasbrouck Heights Single Mix) \| Glenmark \| 4:59 \| \| 12. \| "Ögonen" (Lemon Mix) \| Glenmark \| 4:34 \| \| 13. \| "Även en blomma" (6:34 Version) \| Glenmark \| 6:34 \| |                                 |       |
| | Cím | Szerző(k)                       | Hossz |
| 1. | "Älska mig alltid" | Anders Glenmark, Ture Rangström | 4:33  |
| 2. | "Ögonen" | Glenmark                        | 4:18  |
| 3. | "Även en blomma" | Glenmark                        | 4:36  |
| 4. | "Sovrum" | Glenmark                        | 3:47  |
| 5. | "Hon fick som hon ville" | Glenmark                        | 4:36  |
| 6. | "Alla mina bästa år" (duet Marie Fredrikssonnal.) | Glenmark                        | 4:41  |
| 7. | "Lugna vatten" | Glenmark, Leif Larson           | 3:27  |
| 8. | "Vem kommer såra vem ikväll" | Glenmark, Fred Johansson        | 4:32  |
| 9. | "Sista valsen med dig" | Glenmark                        | 5:29  |
| 10. | "Kvinnor som springer" | Anni-Frid Lyngstad              | 4:46  |
| 11. | "Alla mina bästa år" (Hasbrouck Heights Single Mix) | Glenmark                        | 4:59  |
| 12. | "Ögonen" (Lemon Mix) | Glenmark                        | 4:34  |
| 13. | "Även en blomma" (6:34 Version) | Glenmark                        | 6:34  |

### Frida – The DVD
Carl Magnus Palm szerint
1. En ledig dag
2. My Man
3. Just One Of Those Things
4. Mad About The Boy
5. Baby Love
6. I min blommiga blå krinolin
7. Kalle på spången
8. Min soldat
9. Att älska i vårens tid
10. Söderhavets sång
11. Gitarzan
12. Why Did It Have To Be Me
13. Fernando
14. Let's Get This Show On The Road
15. Can't Buy Me Love
16. Cry Me A River
17. Got To Get You Into My Life
18. Aquarius
19. Words Of Love
20. Fire And Ice
21. Here We'll Stay
22. I See Red
23. I Know There’s Something Going On
24. Shine
25. To Turn The Stone
26. Så länge vi har varann
27. Twist In The Dark
28. Come To Me (I Am Woman)
29. Heart Of The Country
30. One Little Lie
31. Ögonen
32. Även en blomma
33. The Sun Will Shine Again
34. Dancing Queen (with The Real Group)
35. I Have A Dream